# Bruce Fisher
 (octobre 2023).
Si vous disposez d'ouvrages ou d'articles de référence ou si vous connaissez des sites web de qualité traitant du thème abordé ici, merci de compléter l'article en donnant les références utiles à sa vérifiabilité et en les liant à la section « Notes et références ».
Bruce Fisher, né le 8 janvier 1951, est un auteur-compositeur, producteur de disques et dramaturge américain surtout connu pour ses collaborations avec Billy Preston. Ses chansons les plus connues incluent You Are So Beautiful, Will It Go Round In Circles et Nothing from Nothing, toutes co-écrites avec Preston avant 1973.

## Carrière
Né à Washington, Fisher est élevé à Chicago, dans l'Illinois, par sa grand-mère. Il déménage à Los Angeles, en Californie, au début des années 1970, où il réside actuellement.
Il est connu pour les chansons You Are So Beautiful de Joe Cocker, écrite en collaboration avec Preston et Dennis Wilson des Beach Boys, Will It Go Round In Circles et Nothing from Nothing, aussi coécrites avec Preston avant 1973. Avec son premier album, Red Hot en 1977, il travaille avec Roy Ayers, Keni Burke (avec qui il a écrit la chanson titre), Charles Earland, Mtume et les Brecker Brothers en 1977. Il joue également avec The Blackbyrds, James Gadson, David Williams, Leon Ware, Carolyn Willis, Wah Wah Watson, Ernie Watts, Richard Tee et Bernard Purdie tout au long des années 1970 et 1980. Il co-écrit et produit des chansons pour le groupe 3 for 3 en 1990.
Il a également écrit et interprété la chanson titre du premier album d'or de Quincy Jones, Body Heat.

## Activité récente
Ces dernières années, en tant que membre directeur de Speak of the Devil LLC, Theatre Production, Fisher produit une pièce qu'il a écrite, intitulée Hear No Evil, mettant en vedette le candidat aux Tony Awards Keith David, réalisé par le candidat aux Tony Obba Babatunde, avec une comédie musicale mise en scène par Harold Wheeler et conception des costumes par la lauréate d'un Oscar Ruth E. Carter.
Fisher voit également la sortie de plusieurs chansons sur le premier album de Leigh Jones, Music In My Soul.

## Discographie

### Singles
- 1976 : At The End Of A Love Affair (United Artists)
- 1977 : In My Life/Starlight Starbright (Mercury Records)
- 1977 : Red Hot/Money's Funny (Mercury Records)

### Albums
- 1977 : Red Hot (Mercury Records)
- 1996 : Wet Dreams (Kryptics)

### Comme coauteur
- 1972 : I'll Always Have You There de Doug Gibbs - Single
- 1972 : Cloudy Day de Doug Gibbs - Single
- 1972 : Will It Go Round In Circles de Billy Preston
- 1973 : Body Heat de Quincy Jones